# 신진 에이스
신진 에이스는 신진자동차에서 만들었던 트럭이었다.

## 역사
1969년에 나왔다. 당시 토요타와의 기술 제휼 통해 만들었으며, 2.5톤으로 국내 최초의 2.5톤 트럭이라고 보면 된다. 1973년에 엘프한테 자리를 물려주고 단종되었다.